# Мишелови
Мишеловите (Buteo) са род средно големи дневни грабливи птици от семейство Ястребови (Accipitridae).

## Разпространение
Мишеловите се срещат в Европа, Азия, Африка, Северна Америка, Мадагаскар и Хавайските острови. В България се срещат следните 3 вида:
- Buteo buteo -- Обикновен мишелов
- Buteo lagopus -- Северен мишелов
- Buteo rufinus -- Белоопашат мишелов

## Начин на живот и хранене
Имат сравнително къси и слаби крака и нокти, което не им позволява да ловуват прекалено едра плячка. Хранят се предимно с дребни бозайници, влечуги, земноводни, едри насекоми и друга подобна по размери плячка.

## Размножаване
Моногамни птици. Гнездото си строят на дървета, скали или на земята. Снасят средно 3 яйца, които мътят и двамата родители в продължение на около 30-35 дни. Малките се излюпват с отворени очи и покрити със светъл пух. Малките напускат гнездото на 35-45 дневна възраст и родителите ги хранят още известно време.

## Допълнителни сведения
На територията на България е защитен от закона вид.

## Списък на видовете
- род Buteo -- Мишелови
  - Buteo albicaudatus
  - Buteo albigula
  - Buteo albonotatus
  - Buteo archeri
  - Buteo areophilus
  - Buteo augur
  - Buteo auguralis
  - Buteo brachypterus
  - Buteo brachyurus
  - Buteo buteo -- Обикновен мишелов[1]
  - Buteo galapagoensis
  - Buteo hemilasius
  - Buteo jamaicensis -- Червеноопашат мишелов[1]
  - Buteo lagopus -- Северен мишелов[1]
  - Buteo leucorrhous
  - Buteo lineatus
  - Buteo magnirostris
  - Buteo nitidus
  - Buteo oreophilus
  - Buteo platypterus
  - Buteo poecilochrous
  - Buteo polyosoma -- Червеногръб мишелов[1]
  - Buteo regalis -- Ръждивокафяв мишелов[1]
  - Buteo ridgwayi
  - Buteo rufinus -- Белоопашат мишелов
  - Buteo rufofuscus
  - Buteo solitarius
  - Buteo swainsoni
  - Buteo ventralis